# 三舩康道
三舩 康道 (三船 康道、みふね やすみち、1949年- ）は、日本の建築家、都市工学者。

## 人物・来歴
岩手県生まれ。千葉大学工学部建築学科卒業、1991年東京大学大学院博士課程修了、「低層高密度市街地整備の「計画最小単位」に関する研究 :道路・防災・駐車問題の改善手法」で工学博士。技術士（総合技術監理部門・建設部門）、一級建築士。ジェネスプランニング（株）代表取締役。
みなとみらい２１地区防災計画の作成、スマトラ島沖地震インド洋津波バンダ・アチェ市復興特別防災アドバイザー、その他各地の防災関連の業務を行う。
委員等：地域安全学会理事、日本都市計画協会理事、見附市防災アドバイザー、墨田区災害復興支援組織代表、国際連合日中防災法比較検討委員会委員、新潟工科大学教授等を歴任。希望郷いわて文化大使、NPO法人災害情報センター理事、災害事例研究会代表、東日本大震災の被災地大船渡市の集落への派遣専門家、東京文化資源会議幹事。

## 著書
- 『わかりやすい建築計画の知識』三船康道 著. オーム社, 1995.8
- 『地域・地区防災まちづくり』三船康道 著. オーム社, 1995.9
- 『防災と市民ネットワーク 安全なまちへのソフトウェア』三船康道 著. 学芸出版社, 1998.12
- 『出会いたい東京の名建築 歴史ある建物編』新人物往来社, 2007.9
- 『減災と市民ネットワーク 安全・安心まちづくりのヒューマンウェア』学芸出版社, 2012.9
- 『東日本大震災を教訓とした新たな共助社会の創造 国が4日目からの公助を保証すれば共助は機能する』(近代消防新書 近代消防社, 2018.3
- 『密集市街地整備論 現状とこれから』(東京安全研究所・都市の安全と環境シリーズ 伊藤滋監修. 早稲田大学出版部, 2019.9
- 『日本列島震度7の時代到来 震災からの呼びかけ』(近代消防新書 近代消防社, 2020.3
- 『東日本大震災 被害状況と復興計画の検証 上』 (近代消防新書 近代消防社, 2021.3

### 共編著・監修
- 『まちづくりキーワード事典』三船康道+まちづくりコラボレーション 著. 学芸出版社, 1997.3
- 『歩いてみたい東京の坂』三船康道監修, 歴史・文化のまちづくり研究会 編. 地人書館, 1998-99.1
- 『東京の近代建築』後藤治,三船康道監修, 歴史・文化のまちづくり研究会 編. 地人書館, 2000.12
- 『まちづくりの近未来』三船康道, まちづくりコラボレーション 著. 学芸出版社, 2001.6
- 『都市及び地方計画/建設環境』(技術士一次試験建設部門 新里達也共著. オーム社, 2004.8
- 『歴史的遺産の保存・活用とまちづくり 改訂版』大河直躬共編著. 学芸出版社, 2006.3
- 『東日本大震災からの復興覚書』伊藤滋共著. 万来舎, 2011.8

## 論文
- <三船康道